# 허쉬 (음악 그룹)
허쉬(Hush)는 1999년에 결성된 대한민국의 여성 프로젝트 댄스 팝, R&B 음악 듀오이다.

## 활동
1999년 11월에 정규 1집 음반 《Hush》를 발표하여 프로젝트 활동을 벌였으며 2000년 6월에 해체하였다. 활동 시기의 작품으로는 《Hush》, 《애인》, 《그 때 알았다면》이라는 작품들이 있다.

## 구성원
- 수아 - 리더, 보컬.
- 일진 - 보컬.

## 작품

### 음반
- 정규 1집 앨범 《Hush》 (1999년 11월 1일)

### 광고
- 2000년 신영와코루 비너스 블루밍브라